# Bretonere
 For alternative betydninger, se Breton (flertydig). (Se også artikler, som begynder med Breton)
Bretonerne er Bretagnes indfødte befolkning, men de er selv indvandrere, som har overtaget landet fra de første, keltiske gallere. I dag kan man ikke sige med sikkerhed, om det bretonske sprog kun er indvandrernes, eller om der er sket en blanding med det galliske sprog. 
Uanset, om man taler eller forstår bretonsk, eller om man udelukkende taler fransk, så er der en udpræget nationalitetsfølelse hos bretonerne. De holder fast ved deres skikke, deres kulturelle særpræg og deres glæde over hjemlandet. Det har ført til, at flere og flere vælger at lære sig bretonsk og at lade børnene gå i bretonsksprogede skoler, og for første gang i flere hundrede år ser tilbagegangen ud til at være vendt. Det bretonske køkken er præget af havets frugter.

## Antikken
I den galliske tid var det nuværende Bretagne en del af Gallien. På latin blev landet kaldt Gallia Aremoricae (= "det Gallien, som vender mod havet"). Området var beboet af osismerne mod vest, veneterne rundt om Morbihanbugten, coriosolitterne nær Corseul, redonerne omkring Rennes og namneterne nær Nantes. De tilhørte alle den del af gallerne, som kaldes armoricanerne.
I 56 f.Kr. ødelagde Julius Cæsars krigsfartøjer veneternes flåde i søslaget ved Morbihan. Mændene blev hugget ned og kvinder og børn solgt som slaver. Alle byer i landet blev klassificeret som skatskyldige kolonier.
I den sidste del af antikken hentede romerne enheder af foederati (= "forbundsfæller") fra Britannien, det nuværende Storbritannien, til Armorica, som de skulle forsvare mod germanske sørøvere. De slog sig ned langs den Engelske Kanal og nedkæmpede de indfødtes oprør. Hermed var der skabt en tradition for at flytte folk fra Britannien til Kontinentet.

## Udviklingen af forholdene i Storbritannien
Da de sidste romerske legioner forlod Britannien i 407, overlod de forsvaret af øen til den keltiske lokalbefolkning. Snart efter blev deres land gentagne gange mål for angreb udefra. Det var dels pikterne der trængte ned fra Caledonien (det nuværende Skotland, dvs. fra nordsiden af Hadrians mur), og dels irerne, der angreb fra Hibernia. Samtidig trængte germanske folk ind fra øst. Det var især jyder, anglere og saksere, der pressede briterne mod vest, og det skabte overbefolkning i de tilbageblevne, keltiske områder.
Efter romernes tilbagetrækning optog de indfødte keltere den militære kamp mod sakserne under ledelse af "krigsherrer", der stammede fra den romaniserede adel. Den eneste, som historien kender navnet på, er Ambrosius Aurelianus (muligvis identisk med den "Riothamus", der er nævnt hos Gregor af Tours). Han kæmpede også på kontinentet, hvor han var allieret med Magister Militum Aegidus (far til Syagrius) i dennes kampe mod især frankerne og vestgoterne. Disse begivenheder danner baggrunden for myterne om Cadwaladr og Emrys hos waliserne og sagnkomplekset omkring kong Arthur hos bretonerne.
I Sydengland satte anglere, saksere, jyder, frisere og frankere sig fast i stort antal. Når man ser bort fra slaget ved Deorham i 577 (?), var ligevægten forrrykket, og de germanske kongeriger blev efterhånden udvidet mod vest, sådan at briterne i sydvest (Devon, Cornwall og Wales) blev isoleret fra dem i nord (Strathclyde)
I nord opstod Skotland ved sammensmeltning af pikter, irske indvandrere i kongeriget Dal Riada og britiske folkeslag. Mod syd begyndte de germanske kongeriger at blive sluttet sammen, og unionen blev fuldbyrdet under den danske og senere den normanniske besættelse.

## Udvandringen til Armorica, det fremtidige Bretagne
Derfor udvandrede hele samfund af briter (klaner) til Armorica fra de vestlige egne (først og fremmest Devon og Cornwall) under ledelse af deres religiøse og verdslige overhoveder. Emigranterne tog deres kultur, deres samfundsopbygning og sandsynligvis også deres sprog med sig. Det er vanskeligt at afgøre, om øboernes keltisk var forståeligt for de galliske armoricanere, og det er også svært at sætte tal på størrelsen af befolkningen i Armorica ved begyndelsen af indvandringen.
Talrige stednavne i Bretagne er opkaldt efter disse klanledere (plou-, tre-, lan-,). De 7 hellige grundlæggere af Bretagne (Skt. Pol Aurelius (biskop af Saint-Pol-de-Léon), Skt. Corentin (biskop af Kerneweg (Cornouaille)), Skt. Patern (biskop af Gwened (Vannes)), Skt. Samson (biskop af Dol), Skt. Brieuc (biskop af Sant-Brieg (Saint-Brieuc)), Skt. Malo, biskop af Alet, bispedømmet overført til Saint-Malo) og Skt. Tugdual, også kaldet Tudy, Tutuarn og Pabu, (biskop af Treger (Tréguier)), er sandsynligvis den kristne benævnelse for de klanledere, som havde religiøs magt.
De 7 traditionelle, bretonske bispedømmer var berømte for at være dannet ved egen kraft. Dol-bispedømmet havde ikke noget sammenhængende område: det var sammensat af ca. 20 sogne rundt om Dol og dertil adskillige enklaver i de andre bispedømmer såvel som i Normandiet og ved Seinemundingen.
Armorica blev altså til Bretagne (i samtiden kaldet "Lille Britanien"). (NB: Bretagne hedder Llydaw på walisisk = "landet i det fjerne"), og det ser ud til, at emigrationen stort set var afsluttet omkring år 600.

## Fra fyrstendømmer til hertugdømme: Bretonerne ogKarolingerne
- 753: Angreb under Pipin den Lille.
- 786: Angreb under Karl den Store, ledet af hærføreren Audulf.
- 798-799: Grev Gui erobrer Bretagne for første gang i Karl den stores navn.
- 801 og 811: Oprør, og fornyede angreb fra Karl den Store.
- 818, 824 og 837: Nye oprør og krigstogter fra Ludvig den Hellige
- 845: Slaget ved Ballon. Nominoë besejrer Karl den Skaldede og opnår dermed uafhængighed for Bretagne i 846.